# 泉南インターチェンジ
泉南インターチェンジ（せんなんインターチェンジ）は、大阪府泉南市にある、阪和自動車道のインターチェンジである。
阪南市・和歌山県岩出市の最寄りインターチェンジのひとつ。松原方面の出入口のみ設置されている。

## 道路
- E26 阪和自動車道（19番）

## 歴史
- 1990年3月29日 : 岸和田和泉IC-阪南IC間開通に伴い供用開始。

## 周辺
- 林昌寺
- 市場稲荷神社
- 大阪府立泉南支援学校
- 大阪府立すながわ高等支援学校

## 接続する道路
- 直接接続
  - 大阪府道63号泉佐野岩出線
- 間接接続
  - 大阪府道30号大阪和泉泉南線

## 料金所

### 入口
- レーン数：2
  - ETC専用：1
  - 一般：1

### 出口
- レーン数：2
  - ETC専用：1
  - 一般：1

## 隣
E26 阪和自動車道
(17) 貝塚IC - (18) 泉佐野JCT - (19) 泉南IC - (20) 阪南IC